# Palazzo Durazzo (Florence)
Pour les articles homonymes, voir Palazzo Durazzo.
Palazzo Durazzo est un palais de Florence situé entre la via degli Alfani et via dei Servi.

## Histoire
Le palais a été reconstruit au début de l'Ottocento en style néoclassique. L'aspect extérieur présente au rez-de-chaussée le traditionnel bugnato. Les deux étages supérieurs, crépis et avec corniche marcapiano comportent de grandes fenêtres entourées de grosses corniches en pierre.
Au premier étage, orienté Via dei Servi, se trouve un balcon en fer forgé derrière lequel prend place une exèdre avec deux semi colonnes et une coupole décorée à casettoni formant une décoration monumentale en style classique.
Aujourd'hui, Le palais est occupé par le  First of Florence Residence, quelques boutiques commerciales, une filiale de banque, des studios et habitations privées, ainsi que le siège florentin de la scientologie.

## Images

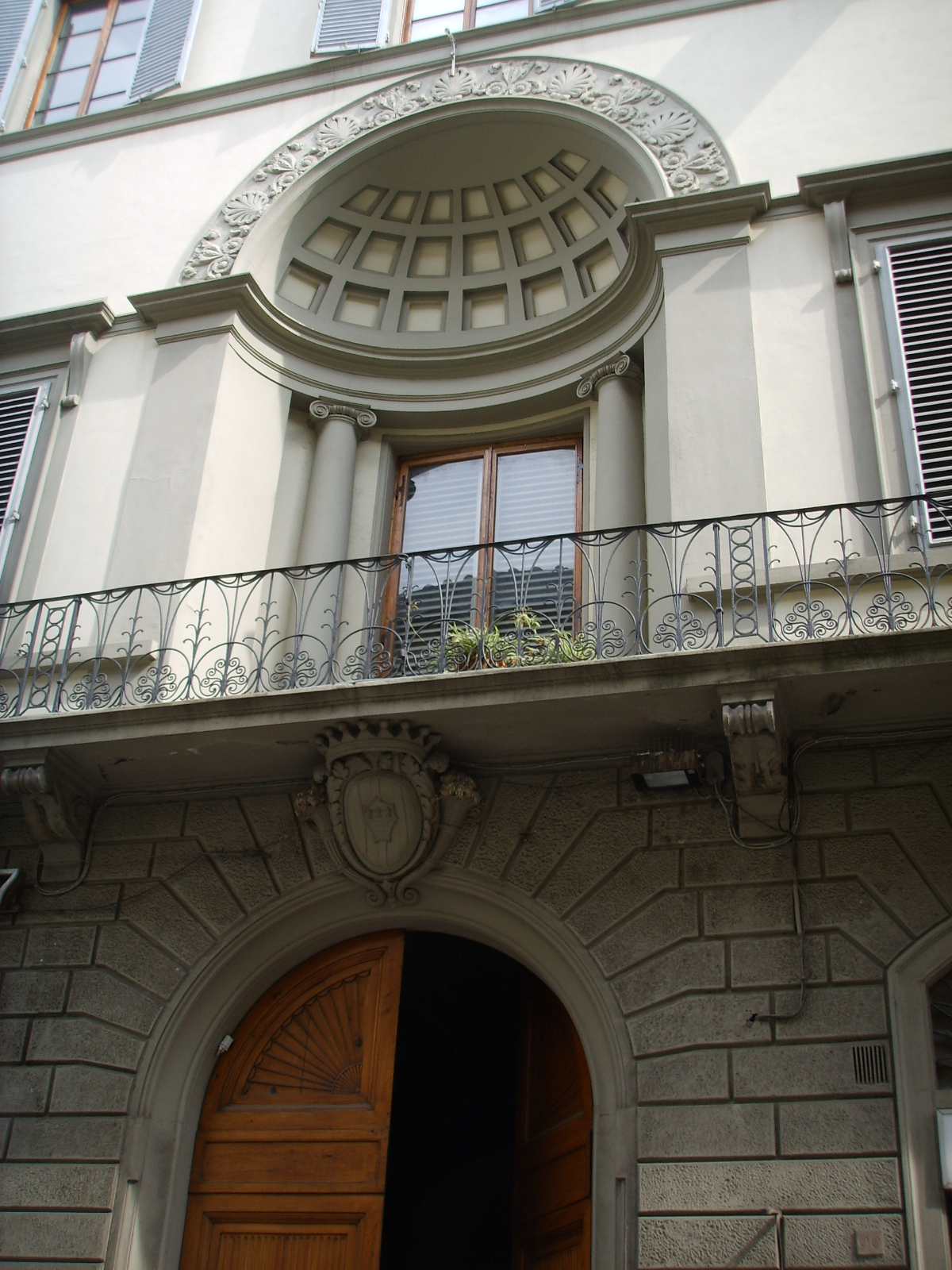
Le balcon avec exèdre
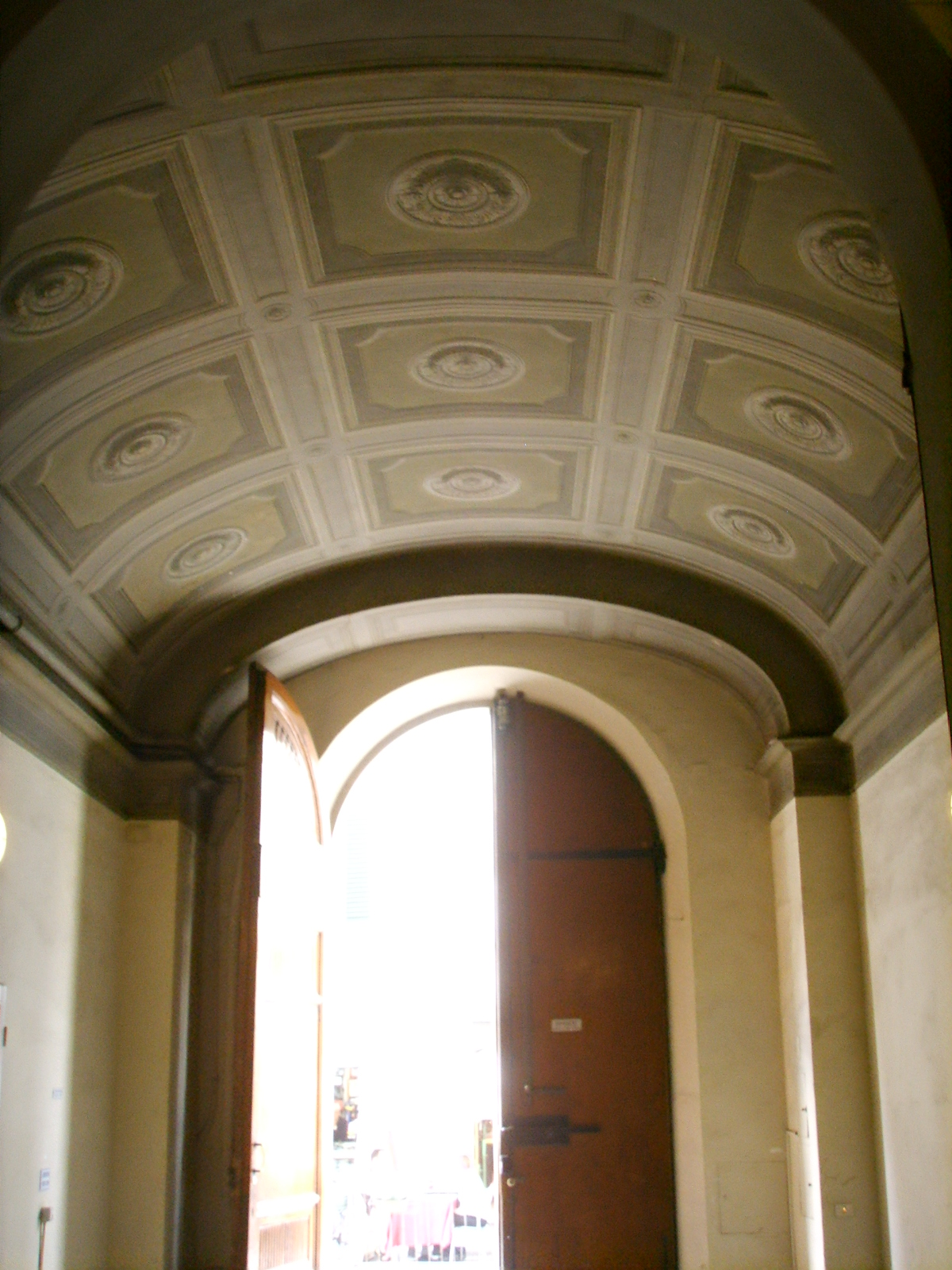
Entrée avec voûte elliptique et casettoni peints

## Source de la traduction
- (it) Cet article est partiellement ou en totalité issu de l’article de Wikipédia en italien intitulé « Palazzo Durazzo » (voir la liste des auteurs).